# Glomeris iudicaria
Glomeris iudicaria är en mångfotingart som beskrevs av Karl Wilhelm Verhoeff 1936. Glomeris iudicaria ingår i släktet Glomeris och familjen klotdubbelfotingar. Inga underarter finns listade i Catalogue of Life.